# Vera Vitali
Anna "Vera" Vitali (Stoccolma, 3 ottobre 1981) è un'attrice svedese.
È figlia dell'attore Leon Vitali, collaboratore come aiuto regista di Stanley Kubrick.

## Filmografia parziale

### Cinema
- Monica Z, regia di Per Fly (2013)
- Min så kallade pappa, regia di Ulf Malmros (2014)
- Blind, regia di Eskil Vogt (2014)
- Brimstone, regia di Martin Koolhoven (2016)
- X & Y - Nella mente di Anna (X&Y), regia di Anna Odell (2018)
- Länge leve bonusfamiljen, regia di Felix Herngren (2022)

### Televisione
- Bonusfamiljen - serie TV, 38 episodi (2017-2021)